# Rue Paul-Fort
La rue Paul-Fort est une voie du 14e arrondissement de Paris, en France.

## Situation et accès
La rue Paul-Fort est une voie publique située dans le 14e arrondissement de Paris. Elle débute au 140, rue de la Tombe-Issoire et se termine au 61, rue du Père-Corentin.

## Origine du nom
Elle rend honneur au poète Paul Fort (1872-1960).

## Historique
La rue est ouverte en 1890, lors de la couverture de la ligne de Petite Ceinture qui passe désormais en tunnel sous son tracé, sous le nom de « rue de Montsouris », qui est le nom de la proéminence sur laquelle elle se situe et qui a donné son nom au parc Montsouris.
Elle prend la dénomination de « rue Paul-Fort » par arrêté du 11 juin 1970.

## Bâtiments remarquables et lieux de mémoire
- No 14 :  la contrebassiste Joëlle Léandre, le clarinettiste François Houle et le pianiste Benoît Delbecq ont enregistré, en 2015, le disque éponyme dans cet immeuble[2].
- No 21 : à cette adresse étaient situés les locaux de la radio libre Carbone 14[3].